# Hurdy Gurdy Man
Singles par Donovan (Royaume-Uni)
Jennifer Juniper
(février 1968) Atlantis
(novembre 1968)
Singles par Donovan (États-Unis)
Jennifer Juniper
(mars 1968) Laléna
(octobre 1968)
Hurdy Gurdy Man est une chanson de Donovan sortie en single en mai 1968, puis sur l'album auquel elle donne son nom, The Hurdy Gurdy Man, en octobre de la même année.
Donovan écrit cette chanson durant son séjour en Inde avec les Beatles dans l'âshram du Maharishi Mahesh Yogi à Rishikesh. En écoutant Donovan jouer la chanson, George Harrison lui écrit un couplet supplémentaire, inspiré par les enseignements de Maharishi. À l'origine, Hurdy Gurdy Man est destinée à l'ami et mentor de Donovan, Mac MacLeod, leader du groupe Hurdy Gurdy, mais après réflexion, il décide de l'enregistrer lui-même.
Hurdy Gurdy Man est l'une des chansons les plus rock de Donovan, avec des guitares psychédéliques distordues et un solo joué par Alan Parker – Jimi Hendrix étant indisponible, au grand regret de Donovan. La présence d'un tambûr témoigne d'influences indiennes, héritage du séjour à Rishikesh. Le couplet de George Harrison est écarté, faute de place, mais Donovan le chante régulièrement sur scène.
Le single rencontre un grand succès des deux côtés de l'Atlantique : 4e au Royaume-Uni, 5e aux États-Unis.
On peut l'entendre dans le film Zodiac de  David Fincher sorti en 2007 et au générique de la série Britannia.

## Reprises
- Eartha Kitt en face B du single Catch the Wind (1972), également une reprise de Donovan
- Steve Hillage sur l'album L (1976)
- Butthole Surfers sur l'EP The Hurdy Gurdy Man (1990) puis l'album piouhgd (1991)
- L.A. Guns sur l'album de reprises Rip the Covers Off (2004)